# Жалованная грамота дворянству
Жалованная грамота дворянству 1785 года («Грамота на права, вольности и преимущества благородного российского дворянства») — грамота Екатерины II, закрепившая привилегии российского дворянства.

## История принятия
Манифест Петра III «О даровании вольности и свободы всему российскому дворянству» 1762 года, подтвердив особое положение дворян в обществе, отменил обязательность государственной службы для представителей «благородного сословия», провозгласив, что нет уже «той необходимости в принуждении к службе, какая до сего времени потребна была».
В связи с этим дворянам была предоставлена возможность продолжать службу по своему желанию, с ограничением отставки на время войны и за три месяца до неё; тем дворянам, которые в момент провозглашения манифеста проходили военную службу и не имели обер-офицерского чина, либо не выслужили в войсках 12 лет, отставка не давалась. Уволенным предоставлялось право беспрепятственно отъезжать в другие европейские государства и вступать там на службу при условии возвращения в Россию по первому требованию.
О несовершеннолетних дворянских детях манифест постановил, что по достижении ими 12 лет о них должны были лишь предоставляться сведения, чему и где они будут обучаться: внутри России или в Европе, либо же дома. Последнее было разрешено лишь наиболее состоятельным фамилиям, владеющим имениями свыше 1000 крепостных; менее богатые должны были обучать своих детей в шляхетском кадетском корпусе, «где они всему тому, что к знанию благородного дворянства принадлежит, с наиприлежнейшим рачением обучаемы будут».
Предоставив такие льготы, Пётр III выразил уверенность, что дворяне и впредь будут вступать в службу с не меньшим усердием и воспитывать своих детей «с прилежностью и рачением»; если же кто-либо из дворян будет поступать иначе, то таковых, «яко суще нерадивых о добре общем», повелевалось «презирать и уничтожать всем верноподданным и истинным сынам отечества»; им запрещался приезд ко двору и доступ в публичные собрания.
Дворянство приняло манифест с радостью — Сумароков произнёс от лица дворянства благодарственную речь. Но манифестом осталась недовольна Екатерина II. В начале 1763 она назначила комиссию для пересмотра этого закона, так как он «в некоторых пунктах ещё более стесняет ту свободу, нежели общая отечества польза и государственная служба теперь требовать могут, при переменившемся государственном положении и воспитании благородного юношества».
«Наказ», написанный Екатериной II в 1767-68 годах, развивал положения Манифеста. В нём говорилось о том, что дворянское сословие имеет «естественное», данное по факту рождения, право быть элитой общества.
Но благородное сословие обязано и подтверждать своё высокое предназначение: «Добродетель и честь должны быть оному правилами, предписывающими любовь к Отечеству, ревность к службе, послушание и верность к Государю, и беспрестанно внушающими не делать никогда бесчестного дела».
В 1771 году был подготовлен проект, ставший основой Жалованной грамоты дворянству (далее — Грамота). Согласно проекту, всё население разделялось на три класса, первый из которых именовался «благородным».
В переработанном виде этот акт появился более чем через 20 лет — 21 апреля 1785 года (в день рождения императрицы) Екатерина II подписала «Грамоту на права, вольности и преимущества благородного российского дворянства».

## Содержание Грамоты
Грамота начинается вводным манифестом — длинным вступлением о величии России, заслугах дворянства и милости к нему монархов, и затем переходит к изложению прав и преимуществ дворянских (92 статьи).
Эта часть Грамоты делится на четыре части:
- А. О личных преимуществах дворян;
- Б. О собрании дворян, о реформе дворянского общества в регионах;
- В. Указания о составлении и продолжении родословных книг в новых условиях;
- Г. О доказательствах благородного происхождения.

В Грамоте устанавливались принципы организации местного дворянского самоуправления, личные права дворян и порядок составления родословных гражданских книг.

### Определение дворянского звания
Дворянское звание рассматривалось как неотъемлемое, потомственное и наследственное качество, распространявшееся на всех членов семьи дворянина.
Основаниями для лишения дворянского звания могли быть только уголовные преступления, перечень которых был исчерпывающим. То есть списочный состав деяний не мог расширяться ни при каких обстоятельствах:
«Дело благороднаго, впадшаго в уголовное преступление и по законам достойнаго лишения дворянскаго достоинства, или чести, или жизни, да не вершится без внесения в Сенат и конфирмации императорскаго величества».

### Права дворянина
1. Личные права — право на дворянское достоинство, на защиту чести и жизни, освобождение от телесных наказаний («Телесное наказание да не коснется до благородного») и от обязательной государственной службы.
2. Имущественные права — полное и неограниченное право собственности, на наследование любого вида имущества, в том числе и на крестьян. Дворянин имел право заниматься предпринимательской деятельностью, в том числе и морской торговлей: «Благородным дозволяется иметь фабрики и заводы по деревням. Благородным дозволяется в вотчинах их заводить местечки и в них торги и ярмонки. Благородным подтверждается право иметь или строить, или покупать домы в городах и в оных иметь рукоделие. Благородным дозволяется оптом продавать или из указных гаваней за моря отпускать товар, какой у каго родится, или на основании законов выделан будет, ибо им не запрещается иметь или заводить фабрики, рукоделия и всякие заводы». Кроме того, отмечалось: «Благородной самолично изъемлется от личных податей».
3. Процессуальные (судебные) права — дворянина мог судить только суд равных, лишение вышеуказанных в пп.1-2 прав осуществлялось только по суду.
4. Право на сословное самоуправление — дворяне имели право создавать свои общества, то есть Дворянские собрания. Эти собрания обладали имущественными правами (например, иметь свои финансы, служащих и т. д.) Имели собрания и политические права: например, подавать свои «прожэкты» императору. В состав собрания входили все дворяне, имевшие имения в данной губернии. Управлял дворянским самоуправлением губернский предводитель дворянства. Кандидатура последнего утверждалась губернатором. Собрание избирало также заседателей в сословные суды и полицейских должностных лиц. Устранялись от выборов дворяне, не имевшие земель и не достигшие 25-летнего возраста. Ограничивались при выборе права́ дворян, не служивших и не имеющих офицерских чинов. Опороченных судом исключали из состава собрания.

### Составление дворянских родословных книг
Уездные предводители осуществляли составление родословных книг. Все потомственные дворяне обладали равными правами независимо от разницы в титулах и древности рода. В родословные книги вносились только потомственные дворяне, личные дворяне в них не вносились.

## Значение Грамоты
Жалованная грамота дворянству завершила правовую консолидацию этого сословия, начатую Петром I (Указ о единонаследии).
Грамота, вслед за Манифестом Петра III, закрепила за дворянами права как вечные и неизменные. Все потомственные дворяне обладали равными правами независимо от разницы в титулах и древности рода.  Вместе с тем дворянские корпорации находились в непосредственной зависимости от государственной власти: регистрация дворян в родословных книгах проводилась по установленным государством правилам, государственные чиновники утверждали кандидатуру выборных дворянских предводителей, дворянские органы действовали под эгидой государственных должностных лиц и учреждений.
Историки отмечают противоречивое значение жалованных грамот. С одной стороны, они обеспечили появление в России свободных граждан и неприкосновенной частной собственности. Но при этом пожалованные свобода и собственность оказались доступны лишь незначительному меньшинству населения, основная часть которого продолжала жить в условиях крепостного права, ещё усилившегося при Екатерине II. Это только углубило возникший при Петре I культурный раскол, придав ему правовую основу. Полученная таким образом свобода и собственность дворян в глазах народных масс оказались нелегитимными.

## Борьба с дворянскими привилегиями при Павле I
Павел I с самого начала своего правления уничтожал или подвергал значительному изменению всё, созданное Екатериной Великой. Борясь с «дворянской вольницей», Павел отменил ряд положений Грамоты. Так, были ликвидированы губернские дворянские собрания. В 1797 году Павел запретил дворянам лично обращаться с просьбами к императору. В том же году были восстановлены телесные наказания для лиц благородного происхождения.